# Rodrigo Alaníz
Rodrigo Alaníz, vollständiger Name Rodrigo Miguel Alaníz Di Clemente, (* 2. August 1992 in Melo) ist ein uruguayischer Fußballspieler.
Der je nach Quellenlage 1,70 Meter oder 1,77 Meter große Offensivakteur Alaníz spielt mindestens seit der Apertura der Saison 2012/13 für den uruguayischen Erstligisten Cerro Largo FC in der Primera División. In jener Spielzeit lief er in 16, nach anderen Angaben in 15, Ligapartien auf und erzielte einen Treffer. In der Saison 2013/14 bestritt er acht Spiele (kein Tor) in der Primera División und stieg am Saisonende mit dem Team ab. In der folgenden Zweitligaspielzeit 2014/15 wurde er 13-mal (kein Tor) in der Liga eingesetzt. Ende September 2015 schloss er sich dem Zweitligisten Club Atlético Torque an. In der Saison 2015/16 kam er fünfmal (kein Tor) in der Segunda División zum Einsatz. Es folgten vier weitere Ligaeinsätze (kein Tor) in der Zwischenspielzeit 2016.